# شارل گونو
شارل فرانسوا گونو (به فرانسوی: Charles-François Gounod)‏ (۱۷ ژوئن ۱۸۱۸ در پاریس — ۱۸ اکتبر ۱۸۹۳ در سن کلو) آهنگساز فرانسوی در سدهٔ نوزدهم میلادی بود. او بیشتر برای آوه ماریا، که برپایهٔ قطعه‌ای به همان نام از باخ تصنیف کرده است شناخته می‌شود. فاوست و رومئو و ژولیت دو اپرای محبوب گونو هستند که امروزه نیز اجرا می‌شوند.

## زندگی

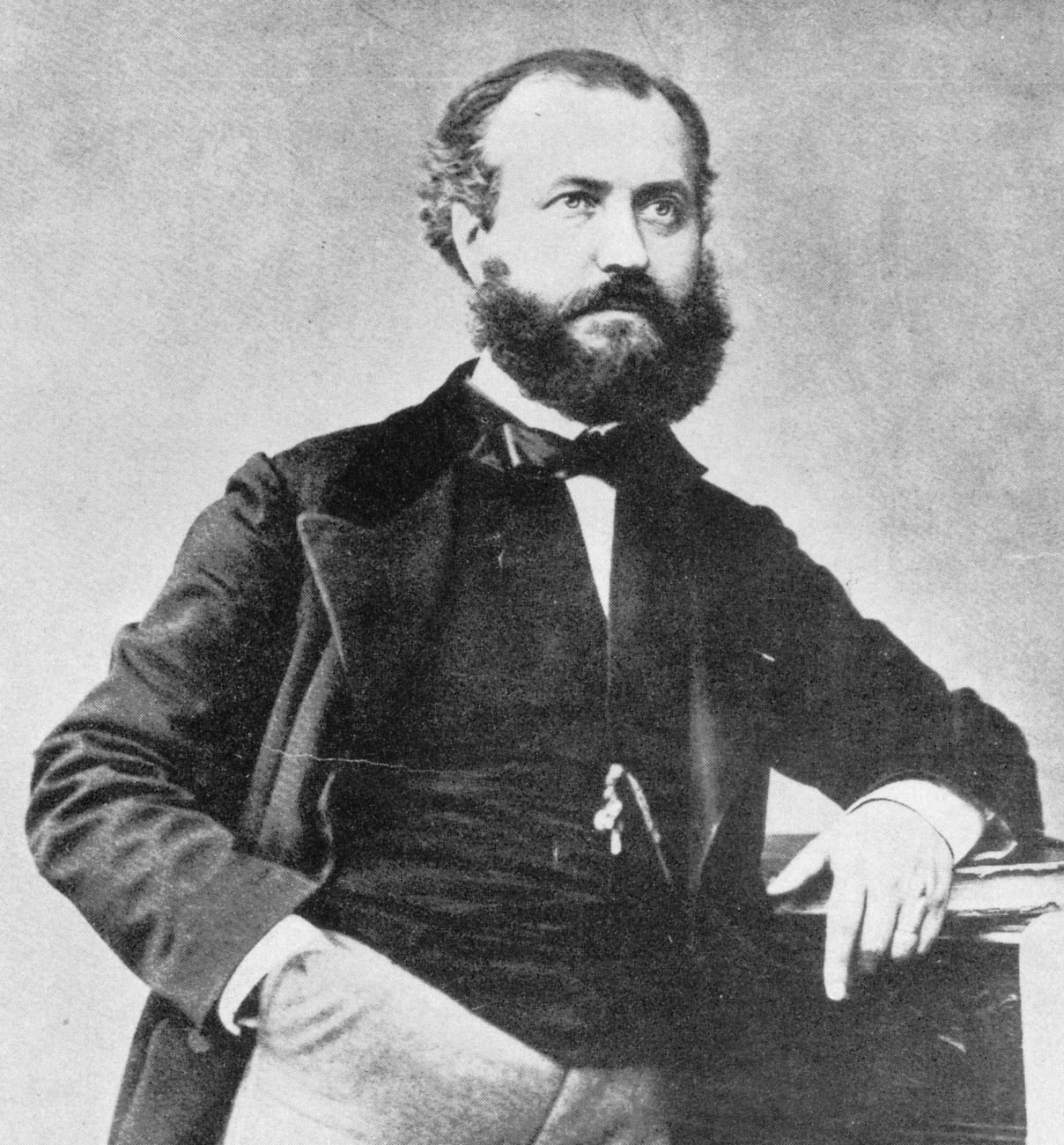
گونو در ۱۸۵۹، سال اجرای فاوست

پدرش نقاش بود و مادرش نوازنده پیانو، شارل نخستین درس‌های پیانو خود را از مادرش گرفت. پس از پایان دوره دبیرستان به آموختن هارمونی نزد آنتونین رایشا پرداخت سپس وارد هنرستان موسیقی (کنسرواتوار) پاریس شد؛ تا به فراگیری موسیقی ادامه دهد. در ۱۸۳۹ به خاطر کانتات «فِرمان» Fernand برنده جایزه رم شد. نخستین اپرای خود سافو را در ۱۸۵۱ خلق کرد ولی این اپرا به موفقیت چندانی دست نیافت در ۱۸۵۹ نامدارترین اثرش اپرای فاوست بر اساس نمایشنامه گوته نویسنده آلمانی در تئاتر لیریک پاریس به اجرا درآمد که با استقبال بسیار زیادی رویاروی شدید و در پی آن این اپرا ۷۰ بار دیگر به نمایش درآمد. در ۱۸۶۷ اپرای رومئو و ژولیت را بر اساس نمایشنامه شکسپیر آفرید. گونو از سال ۱۸۷۰ تا ۱۸۷۴ در انگلستان زندگی کرد و در آنجا به رهبری یک گروه کر مشغول بود بخش بزرگی از آثار این دوره از زندگی او برای گروه کر نوشته شده است. در سال‌های پایانی زندگی گونو بازگشتی جدی به سمت مذهب داشت و آثار مذهبی چندی را در این دوره خلق کرد که نامدارترین آن‌ها قطعه آوه ماریا می‌باشد که از محبوبیت فراوانی در سراسر دنیا برخوردار است.
گونو در ۷۵ سالگی در سن کلو فرانسه درگذشت.

## برخی از آثار
- اپرای فاوست
- اپرای رمئو و ژولیت
- اپرای ملکه صبا
- اپرای قبیله زامورا
- اپرای استاد پیِر
- رکویم
- ۲ سمفونی
- ۴ کوارتت برای سازهای زهی

## شنیدن آثار
- deezer
- youtube
- اجرایی از آوه ماریا با صدای کتلین باتل